# 693
693 (DCXCIII) fue un año común comenzado en miércoles del calendario juliano, en vigor en aquella fecha.

## Acontecimientos
- 25 de abril, se celebra el XVI Concilio de Toledo.
- El obispo de Toledo, Sisberto, urde un complot para asesinar al rey visigodo Égica, pero fracasa y es excomulgado y condenado a muerte.

## Nacimientos
- Alfonso I, "El católico", rey de Asturias.

## Fallecimientos
- Bega de Cumberland, noble de Austrasia.
- Sisberto de Toledo, obispo hispano.